# Luis Hurtado (futbolista español)
Luis José Emilio Hurtado Gaminde (Bilbao, Vizcaya, 6 de abril de 1892 - Las Arenas 11 de junio de 1956), conocido como Luisito, fue un futbolista que jugó de defensa en el Athletic Club. 
Fue uno de los futbolistas más importantes en los inicios amateurs del Athletic Club, en el que permaneció dieciocho temporadas y jugó 83 encuentros oficiales, un récord para la época. Además disputó siete finales de Copa con el club vasco, siendo uno de los jugadores con mejor palmarés de la competición.

## Biografía
El Athletic Club le incluye como jugador de la primera plantilla desde la temporada 1906-07. El 6 de diciembre de 1908 debutó con el Athletic Club en un amistoso ante el Club Ciclista de San Sebastián, que disputó como local en el Estadio de Lamiako. En marzo de 1910 jugó su primer partido de Copa del Rey, en un triunfo ante el Real Madrid por 2 a 0. El 21 de agosto de 1913 fue titular en el primer partido disputado en San Mamés, ante el Racing de Irún, junto a Luis María Solaun con el que formaría una dupla defensiva de gran nivel durante los siguientes cuatro años en los que lograron tres títulos de Copa.
A lo largo de su trayectoria en el club bilbaíno, jugó al menos un encuentro copero en 1913, 1914, 1915, 1916, 1920 y 1921, además de siete finales (1910, 1913, 1914, 1915, 1916, 1920 y 1921). Su último encuentro con el club data del 30 de septiembre de 1923, en un amistoso ante el Fútbol Club Barcelona en Les Corts. Por tanto, según el archivo histórico del club, es el tercer futbolista de mayor longevidad en el club (18 temporadas) solo por detrás de Piru Gainza y José María Belauste e igualado con José Ángel Iribar.

## Clubes
| Club          | País   | Año       |
| ------------- | ------ | --------- |
| Athletic Club | España | 1906-1924 |

## Palmarés

### Campeonatos regionales
| Título               | Club          | País   | Año  |
| -------------------- | ------------- | ------ | ---- |
| Campeonato del Norte | Athletic Club | España | 1914 |
| Campeonato del Norte | Athletic Club | España | 1915 |
| Campeonato del Norte | Athletic Club | España | 1916 |
| Campeonato del Norte | Athletic Club | España | 1920 |
| Campeonato del Norte | Athletic Club | España | 1921 |

### Campeonatos nacionales
| Título       | Club          | País   | Año  |
| ------------ | ------------- | ------ | ---- |
| Copa del Rey | Athletic Club | España | 1910 |
| Copa del Rey | Athletic Club | España | 1911 |
| Copa del Rey | Athletic Club | España | 1914 |
| Copa del Rey | Athletic Club | España | 1915 |
| Copa del Rey | Athletic Club | España | 1916 |
| Copa del Rey | Athletic Club | España | 1921 |